# Pomnik stulecia Polskiego Związku Wędkarskiego w Poznaniu
Pomnik stulecia Polskiego Związku Wędkarskiego w Poznaniu – pomnik w formie wielobryłowego obelisku, zlokalizowany w Poznaniu przy południowej stronie ulicy Piłsudskiego, w pobliżu skrzyżowania z ulicą Zamenhofa na Ratajach.
Pomnik, zbudowany w 1979, upamiętnia stulecie powstania Polskiego Związku Wędkarskiego (1879–1979) oraz pięciolecie powstania koła tej organizacji na Ratajach (1974). Skonstruowany z betonu i ustawiony na środku skweru osiedlowego, w pobliżu lokalnego centrum handlowo-usługowego na Osiedlu Jagiellońskim. Na poszczególnych płaszczyznach umieszczono płaskorzeźby nawiązujące do symboliki wędkarskiej, np. spławiki. Na rewersie znajduje się tabliczka o następującej treści: Dla popularyzacji wędkarstwa i ochrony środowiska wykonał w czynie społecznym Władysław Gniot. Poznań 1979.